# Medford (Oklahoma)
Medford es una ciudad ubicada en el condado de Grant, Oklahoma, Estados Unidos. Según el censo de 2020, tiene una población de 932 habitantes.

## Geografía
Medford se encuentra ubicada en las coordenadas 36°48′12″N 97°44′16″O / 36.80333, -97.73778. 

## Demografía
Según la Oficina del Censo en 2000 los ingresos medios por hogar en la localidad eran de $27,708 y los ingresos medios por familia eran $38,571. Los hombres tenían unos ingresos medios de $29,167 frente a los $18,667 para las mujeres. La renta per cápita para la localidad era de $15,848. Alrededor del 13.8% de la población estaban por debajo del umbral de pobreza.